# Berkheya bergiana
Berkheya bergiana là một loài thực vật có hoa trong họ Cúc. Loài này được Söderb. mô tả khoa học đầu tiên năm 1927.